# Physocephala emiliae
Physocephala emiliae är en tvåvingeart som beskrevs av Zimina 1974. Physocephala emiliae ingår i släktet Physocephala och familjen stekelflugor. Inga underarter finns listade i Catalogue of Life.